# Izabella Scorupco

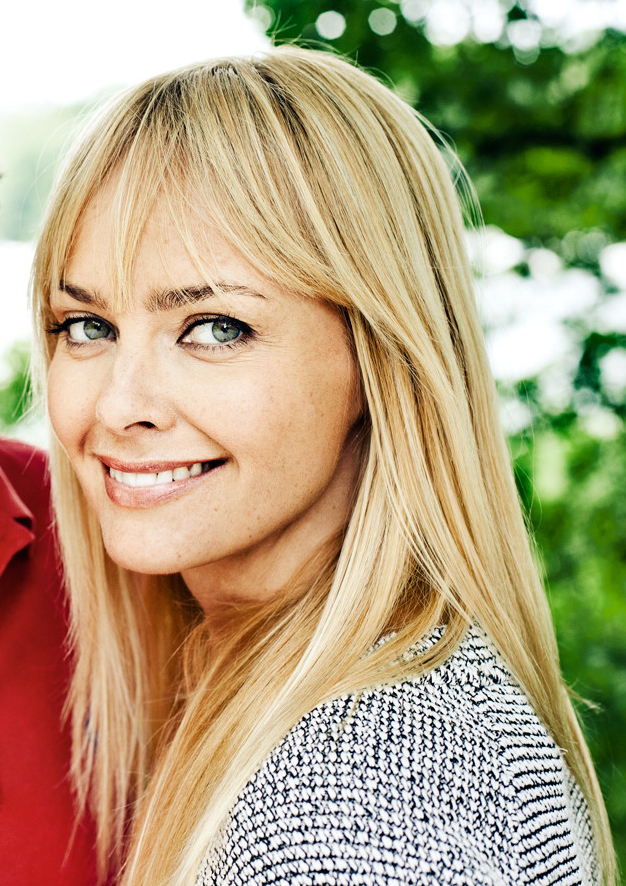
Izabella Scorupco (2013)

Izabella Dorota Scorupco (* 4. Juni 1970 in Białystok als Izabella Skorupko) ist eine polnisch-schwedische Schauspielerin, Model und Sängerin.

## Leben und Karriere
1978 wanderte Izabella Scorupco mit ihrer Mutter von Polen nach Schweden aus. Scorupco war u. a. als Fotomodell und Sängerin tätig. 1992 veröffentlichte sie in Deutschland das Album Iza. Die Single-Auskopplung aus diesem Album Shame Shame Shame landete auf Platz 37 der deutschen Single-Charts, eine Coverversion des 1975er-Hits von Shirley Goodman. Das Video dazu, in dem sie im Marilyn-Monroe-Look auftrat, wurde häufig auf MTV gespielt. Die zweite Single I Write You a Love Song erreichte nur den 93. Platz.
International bekannt wurde Scorupco 1995 an der Seite von Pierce Brosnan als Bond-Girl im Film GoldenEye. Weitere große Rollen folgten in Vertical Limit, Die Herrschaft des Feuers und Exorzist: Der Anfang. 2007 spielte sie die Hauptrolle der Rebecka Martinsson in der Verfilmung von Åsa Larssons Sonnensturm, es schlossen sich über die Jahre verteilte Fim- und vor allem Fernsehrollen an. Ihr Schaffen umfasst annähernd zwei Dutzend Produktionen.
Von 1996 bis 1998 war Scorupco mit dem Eishockey-Spieler Mariusz Czerkawski verheiratet, mit dem sie eine Tochter hat. Im Januar 2003 heiratete sie den US-Amerikaner Jeffrey Raymond, mit dem sie einen Sohn hat. Seit 2003 lebt sie in den USA.

## Filmografie (Auswahl)
- 1988: Keine Liebe wie die unsere (Ingen kan älska som vi)
- 1991: V som i viking (Miniserie)
- 1995: Petri tårar
- 1995: James Bond 007 – GoldenEye (GoldenEye)
- 1999: Mit Feuer und Schwert (Ogniem i mieczem)
- 2000: Vertical Limit
- 2000: Dykaren
- 2001: Ogniem i mieczem (Miniserie, 4 Folgen)
- 2002: Die Herrschaft des Feuers (Reign of Fire)
- 2004: Exorzist: Der Anfang (Exorcist: The Beginning)
- 2005: Alias – Die Agentin (Alias, Fernsehserie, Folge 4x15)
- 2006: Cougar Club
- 2007: Asa Larsson: Sonnensturm (Solstorm)
- 2010: Änglavakt
- 2014: Micke & Veronica
- 2017: Schlafwandler (Sleepwalker)
- 2020: Hidden – Der Gejagte (Hidden: Förstfödd, Fernsehserie, 8 Folgen)
- seit 2023: Barracuda Queens (Fernsehserie)

## Diskografie

### Studioalben
| Jahr | Titel | Höchstplatzierung, Gesamtwochen, AuszeichnungChartsChartplatzierungen (Jahr, Titel, Platzierungen, Wochen, Auszeichnungen, Anmerkungen) | Anmerkungen                     |
| Jahr | Titel | SE | Anmerkungen                     |
| ---- | ----- | --- | ------------------------------- |
| 1991 | Iza   | SE11 (5 Wo.)SE | Erstveröffentlichung: März 1991 |

### Singles
| Jahr | Titel Album                 | Höchstplatzierung, Gesamtwochen, AuszeichnungChartplatzierungen (Jahr, Titel, Album, Platzierungen, Wochen, Auszeichnungen, Anmerkungen) | Höchstplatzierung, Gesamtwochen, AuszeichnungChartplatzierungen (Jahr, Titel, Album, Platzierungen, Wochen, Auszeichnungen, Anmerkungen) | Höchstplatzierung, Gesamtwochen, AuszeichnungChartplatzierungen (Jahr, Titel, Album, Platzierungen, Wochen, Auszeichnungen, Anmerkungen) | Höchstplatzierung, Gesamtwochen, AuszeichnungChartplatzierungen (Jahr, Titel, Album, Platzierungen, Wochen, Auszeichnungen, Anmerkungen) | Anmerkungen                        |
| Jahr | Titel Album                 | DE | AT | CH | SE | Anmerkungen                        |
| ---- | --------------------------- | --- | --- | --- | --- | ---------------------------------- |
| 1990 | Substitute Iza              | — | — | — | SE3 Gold · (7 Wo.)SE | Erstveröffentlichung: August 1990  |
| 1991 | I Write You a Love Song Iza | DE93 (1 Wo.)DE | — | — | SE10 (5 Wo.)SE | Erstveröffentlichung: Februar 1991 |
| 1991 | Brando Moves Iza            | — | — | — | SE37 (1 Wo.)SE | Erstveröffentlichung: Mai 1991     |
| 1992 | Shame, Shame, Shame Iza     | DE37 (10 Wo.)DE | AT22 (7 Wo.)AT | CH39 (1 Wo.)CH | SE3 Gold · (7 Wo.)SE | Erstveröffentlichung: Februar 1992 |